# Liste der Kulturdenkmale in Thallwitz

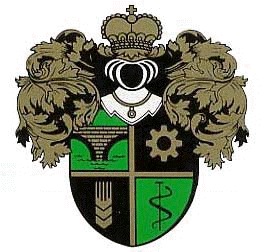
Wappen von Thallwitz

Die Liste der Kulturdenkmale in Thallwitz enthält die Kulturdenkmale in Thallwitz.
Diese Liste ist eine Teilliste der Liste der Kulturdenkmale in Sachsen.

## Legende
- Bild: Bild des Kulturdenkmals, ggf. zusätzlich mit einem Link zu weiteren Fotos des Kulturdenkmals im Medienarchiv Wikimedia Commons. Wenn man auf das Kamerasymbol klickt, können Fotos zu Kulturdenkmalen aus dieser Liste hochgeladen werden:
- Bezeichnung: Denkmalgeschützte Objekte und ggf. Bauwerksname des Kulturdenkmals
- Lage: Straßenname und Hausnummer oder Flurstücknummer des Kulturdenkmals. Die Grundsortierung der Liste erfolgt nach dieser Adresse. Der Link (Karte) führt zu verschiedenen Kartendiensten mit der Position des Kulturdenkmals. Fehlt dieser Link, wurden die Koordinaten noch nicht eingetragen. Sind diese bekannt, können sie über ein Tool mit einer Kartenansicht einfach nachgetragen werden. In dieser Kartenansicht sind Kulturdenkmale ohne Koordinaten mit einem roten bzw. orangen Marker dargestellt und können durch Verschieben auf die richtige Position in der Karte mit Koordinaten versehen werden. Kulturdenkmale ohne Bild sind an einem blauen bzw. roten Marker erkennbar.
- Datierung: Baubeginn, Fertigstellung, Datum der Erstnennung oder grobe zeitliche Einordnung entsprechend des Eintrags in der sächsischen Denkmaldatenbank
- Beschreibung: Kurzcharakteristik des Kulturdenkmals entsprechend des Eintrags in der sächsischen Denkmaldatenbank, ggf. ergänzt durch die dort nur selten veröffentlichten Erfassungstexte oder zusätzliche Informationen
- ID: Vom Landesamt für Denkmalpflege Sachsen vergebene, das Kulturdenkmal eindeutig identifizierende Objekt-Nummer. Der Link führt zum PDF-Denkmaldokument des Landesamtes für Denkmalpflege Sachsen. Bei ehemaligen Kulturdenkmalen können die Objektnummern unbekannt sein und deshalb fehlen bzw. die Links von aus der Datenbank entfernten Objektnummern ins Leere führen. Ein ggf. vorhandenes Icon  führt zu den Angaben des Kulturdenkmals bei Wikidata.

## Thallwitz
| Bild           | Bezeichnung | Lage                            | Datierung                           | Beschreibung | ID       |
| -------------- | --- | ------------------------------- | ----------------------------------- | --- | -------- |
| Weitere Bilder | Sächsisch-Preußischer Grenzstein: Pilar Nr. 28 linkselbisch (siehe auch Sachgesamtheitsdokument – Obj. 09305644) | (Karte)                         | nach 1828                           | vermessungsgeschichtlich und landesgeschichtlich von Bedeutung als Zeitdokument der historischen Grenzziehung zwischen Sachsen und Preußen nach dem Wiener Kongress 1815. Denkmaltext. Nach dem Ende der Herrschaft Napoleons wurden die Grenzen Europas auf dem Wiener Kongress vom 18. September 1814 bis zum 9. Juni 1815 neu festgelegt. Sachsen, das an der Seite Napoleons gekämpft hatte und somit zu den Unterlegenen gehörte, musste auf Beschluss der Siegermächte fast zwei Drittel seines Territoriums abtreten. Nahezu alle diese Gebiete wurden Preußen zugeteilt und gingen in der preußischen Provinz Sachsen auf. Die neue Grenze verlief – beginnend in Wittig am Fluss Witka (heute Polen) quer durch die Oberlausitz, traf bei Strehla auf die Elbe, zog sich weiter westlich bis Schkeuditz und endete schließlich südlich von Leipzig an der heutigen Grenze zu Sachsen-Anhalt. Noch heute ist sie an der Teilung der Kirchenprovinzen zwischen Sachsen und Brandenburg nachvollziehbar. Eine erste Markierung der neu geschaffenen Grenzlinie erfolgte bereits 1815 durch paarweise aufgestellte Holzpfähle. Die Abstände zwischen den Grenzzeichen waren nicht einheitlich, sondern nahmen Bezug auf örtliche Gegebenheiten wie Gräben, Flüsse oder Fahrwege und variierten zwischen 200 und 4350 Metern. Ab 1828 ersetzte man die hölzernen Grenzpfähle sukzessive durch wesentlich solidere Grenzsteine, deren Gestaltung auf preußische Entwürfe zurückgeht und die als Pilare (spanisch „Säule“) bezeichnet werden. Insgesamt können vier Arten von Grenzsteinen unterschieden werden. Sie sind von Ost nach West nummeriert, wobei die Zählung an der Elbe neu beginnt (rechtselbisch Grenzsteine Nummer 1–212, linkselbisch Nummer 1–74). Östlich der Elbe sind die Steine zwischen Nummer 1 und Nummer 82 zunächst als Granitquaderpaar ausgebildet, zwischen denen ein Läuferstein den genauen Grenzverlauf markiert. Von Nummer 82 bis 148 stehen Pyramidenstümpfe direkt auf der Grenzlinie. Danach wechseln die Formen unsystematisch zwischen schlanken Sandsteinstelen und Pyramidenstümpfen mit Plinthen. Wesentliche Erkenntnisse zum Verlauf der ehemaligen sächsisch-preußischen Grenze haben mehrere ehrenamtliche Heimatforscher zusammengetragen. Die Denkmaleigenschaft der Sächsisch-Preußischen Grenzsteine ergibt sich aus ihrer geschichtlichen Bedeutung, sie erinnern an ein für Sachsens Geschichte einschneidendes Ereignis. Das öffentliche Erhaltungsinteresse begründet sich aus der großen Aufmerksamkeit, welche einzelne Personen, Gruppen und Kommunen diesen steinernen Zeugnissen der Historie entgegenbringen. Mittlerweile sind mehrere Publikationen erschienen, liegt eine umfänglichere Dokumentation vor und wurden mindestens an einem Abschnitt der einstigen Grenze sogar Beschilderungen aufgestellt. (LfD/2014) Ca. 1,50 m hohe, schlanke Stele aus Rochlitzer Porphyrtuff mit eingemeißeltem Schriftfeld für Nummer und Länderkürzel KS/KP direkt auf der Grenzlinie. Die Nummer 28 im Schriftfeld wurde nachträglich entfernt, eine Seite trägt die Inschrift: „XLIV“ (44.), was auf eine Zweitverwendung des Steines hindeutet. | 08972307 |
|                | Scheune eines Bauernhofes | Am Teich 10 (Karte)             | um 1800                             | Fachwerk-Scheune, in gutem Originalzustand erhaltenes Wirtschaftsgebäude der ehemaligen Försterei, baugeschichtlich und ortsgeschichtlich von Bedeutung. Eingeschossiger Fachwerkbau, Krüppelwalmdach. | 08972453 |
|                | Wegestein | Bahnhofstraße 1 (vor) (Karte)   | 19. Jh.                             | zum Teil Kopie, Sandstein, Inschriften, verkehrsgeschichtliche Bedeutung. Kopie einer quadratischen Sandsteinsäule mit Inschriften aus dem 19. Jh. Wegestein als Zeugnis der verkehrstechnischen Erschließung des ländlichen Raumes von verkehrsgeschichtlicher Bedeutung. (LfD/2014) Sandsteinpfeiler, Inschrift: Pfeile und Ortsnamen „Eilenburg“ und „Bunitz“, Stein stark überarbeitet bzw. Kopie des historischen Originals. | 08972443 |
|                | Einzeldenkmale der Sachgesamtheit Rittergut Thallwitz: Herrenhaus/Pächterhaus (Nr. 5), zwei Kavaliershäuser (Nr. 4 und Nr. 8) und Scheune (Nr. 9) eines ehemaligen Rittergutes (siehe auch Sachgesamtheit – Obj. 09304520) | Dorfplatz 4; 5; 8; 9 (Karte)    | 2. Hälfte 18. Jh., später überformt | ehemalige symmetrische Gutsanlage zum ovalen Hof geformt, Herrenhaus/Pächterhaus schlichter Putzbau mit Walmdach, von ortsgeschichtlicher Bedeutung. Ehem. symmetrische Gutsanlage zum ovalen Hof, Herrenhaus: zweigeschossig, verputzter Bruchsteinbau, Fenster- und Türgewände in Sandstein, profilierte Traufe, im Inneren Gewölbe im Erdgeschoss, Walmdach, Kavaliershäuser: zweigeschossig, verputzter Massivbau, Zeltdächer, im Inneren Gewölbe, Lindenallee, Reste der Wirtschaftsgebäude (Scheune: verputzter Bruch- und Ziegelsteinbau, Dach erneuert), Verbindungsbauten von Kavaliershäusern zum Herrenhaus 1945/46 abgerissen. | 08972452 |
| Weitere Bilder | Sachgesamtheit Rittergut Thallwitz, mit den Einzeldenkmalen: Herrenhaus/Pächterhaus (Nr. 5), zwei Kavaliershäuser (Nr. 4 und Nr. 8) und Scheune (Nr. 9) eines ehemaligen Rittergutes (siehe Einzeldenkmale – Obj. 08972452) und mit den Sachgesamtheitsteilen: zwei Brunnen, Reste einer Lindenallee und Hofpflaster            | Dorfplatz 4; 5; 8; 9 (Karte)    | 2. Hälfte 18. Jh.                   | ehemalige symmetrische Gutsanlage zum ovalen Hof geformt, Herrenhaus/Pächterhaus schlichter Putzbau mit Walmdach, von ortsgeschichtlicher Bedeutung. Ehemalige symmetrische Gutsanlage zum ovalen Hof, Herrenhaus: zweigeschossig, verputzter Bruchsteinbau, Fenster- und Türgewände in Sandstein, profilierte Traufe, im Inneren Gewölbe im Erdgeschoss, Walmdach, Kavaliershäuser: zweigeschossig, verputzter Massivbau, Zeltdächer, im Inneren Gewölbe, Lindenallee, Reste der Wirtschaftsgebäude (Scheune: verputzter Bruch- und Ziegelsteinbau, Dach erneuert), Verbindungsbauten von Kavaliershäusern zum Herrenhaus 1945/46 abgerissen. | 09304520 |
| Weitere Bilder | Straßenbrücke über den Herrenteich | Im Ilsental 3 (hinter) (Karte)  | Mitte 19. Jh.                       | Bogenbrücke auf vier Bögen, verkehrsgeschichtliche Bedeutung. Bogenbrücke über vier Bögen, verputzter Bruchsteinbau, zum Teil Ziegelstein, dreieckige Abdeckung. | 08972442 |
| Weitere Bilder | Sachgesamtheit Schloss und Park Thallwitz, mit den Einzeldenkmalen: Schloss (Nr. 10), Treppe mit Kaskade im Park und Gartenhaus sowie ehemalige Orangerie (Nr. 4), weiterhin Schlossgarten (Gartendenkmal) mit zwei Teichen und Allee, sowie mit den Sachgesamtheitsteilen: Nebengebäude am Schlossgarten und Einfriedungsmauer | Kollauer Straße 4; 10 (Karte)   | um 1580 (Schloss)                   | Schloss ein Renaissancebau mit Volutengiebeln und Eckerker, von kunsthistorischer Bedeutung, Erweiterungsbau mit Turm im Neorenaissancestil (Architekt: Arwed Rossbach, Leipzig), bemerkenswerter Barockgarten errichtet unter den Grafen von Hoym, seit 1783 Schloss im Besitz der Fürsten von Reuß-Ebersdorf, baugeschichtlich, ortsgeschichtlich und ortsbildprägend von Bedeutung. Schloss: dreigeschossiger Putzbau mit volutengeschmückten Zwerchhäusern, zur Hofseite Treppenturm und Eckerker, zur Gartenseite Terrasse, südlicher Anbau des 19. Jahrhunderts in deutscher Neorenaissance dreigeschossig mit hohem Turm und Zwerchgiebeln, Kaskade-Treppenanlage: Sandstein, Wasserbecken in Muschelform, Ziergitter, Gartenhäuschen: Holzbau mit Satteldach (von Holzsäulen gestützt), Schlossgarten: Alleen, Teiche mit Brücke, Terrassen, Hecken, streng barocke Gliederung noch erkennbar, seit 1764 zum Landschaftspark umgestaltet, Orangerie: stark verändert, ehemaliges Kavalierhaus um 1980 abgetragen, (geringe Mauerreste noch vorhanden), Einfriedungsmauer im Osten des Schlossgartens. | 09304521 |
| Weitere Bilder | Einzeldenkmale der Sachgesamtheit Schloss und Park Thallwitz: Schloss (Nr. 10), Treppe mit Kaskade im Park und Gartenhaus sowie ehemalige Orangerie (Nr. 4) | Kollauer Straße 4; 10 (Karte)   | um 1580                             | Schloss ein Renaissancebau mit Volutengiebeln und Eckerker, von kunsthistorischer Bedeutung, Erweiterungsbau mit Turm im Neorenaissancestil (Architekt: Arwed Rossbach, Leipzig), bemerkenswerter Barockgarten, Park errichtet unter den Grafen von Hoym, seit 1783 Schloss im Besitz der Fürsten von Reuß-Ebersdorf, baugeschichtlich, ortsgeschichtlich und ortsbildprägend von Bedeutung. Schloss, um 1580 erbaut, Anbau bezeichnet 1882 (MDCCCLXXXII, am Giebel): dreigeschossiger Putzbau mit volutengeschmückten Zwerchhäusern, zur Hofseite Treppenturm und Eckerker, zur Gartenseite Terrasse, südlicher Anbau des 19. Jahrhunderts in deutscher Neorenaissance dreigeschossig mit hohem Turm und Zwerchgiebeln, Kaskade-Treppenanlage: Sandstein, Wasserbecken in Muschelform, Ziergitter, Gartenhäuschen: Holzbau mit Satteldach (von Holzsäulen gestützt), Park: Alleen, Teiche mit Brücke, Terrassen, Hecken, streng barocke Gliederung noch erkennbar, seit 1764 zum Landschaftspark umgestaltet, Orangerie: stark verändert, ehemaliges Kavalierhaus um 1980 abgetragen, (geringe Mauerreste noch vorhanden). | 08972451 |
| Weitere Bilder | Schösserhaus (Ehem. Wohnhaus) | Kollauer Straße 14 (Karte)      | bez. 1779                           | ortsbildprägendes Fachwerkbau an Kirche und Schloss, ortsgeschichtliche und sozialhistorischer Bedeutung. Zweigeschossig, Erdgeschoss massiv, Obergeschoss in Fachwerk (verputzt bzw. aufgebrettert), Krüppelwalmdach, Sonnenuhr (bezeichnet 1779), im Inneren originale Treppe (Putz und Fenster erneuert). | 08972449 |
| Weitere Bilder | Untermühle (Mühlengebäude (mit Mühlentechnik) und Lossalauf (ehemals Mühlgraben) mit Wehr und Uferbefestigung der Flutrinne) | Mühlenstraße 32 (Karte)         | um 1790 lt. Auskunft                | Säge- und Mahlmühle, schlichter Putzbau mit Krüppelwalmdach, Mühlentechnik erhalten, Schützenwehr teils in Holzkonstruktion, Uferbefestigung am Flutrinneneinlauf in Bruchstein, von technikgeschichtlicher und ortsgeschichtlicher Bedeutung. Mühlgebäude: zweigeschossiger Putzbau, Krüppelwalmdach, zum Teil alte Fenster, Sohlbänke Kunststein, profilierte Traufe, Erdgeschoss zum Teil steinerne Gewände, alte Tür. Getreidemühle und Sägemühle: eingeschossig, zum Teil massiv, zum Teil Fachwerk, flaches Pultdach, originale Mühlentechnik und Wasserrad, Mühlgraben (Messtischblatt 1907: Neuer Lossa-Bach) 1973 erneuert, 1969 stillgelegt, Einfassung am Einlauf der Flutrinne in Bruchsteinmauerwerk, Schützenwehr: in Holz- und Eisenkonstruktion ausgeführt, drei Schütztafeln, die manuell mit Winden über Kettenzüge bewegt werden. | 08972444 |
|                | Pfarrhaus | Neue Hauptstraße 1 (Karte)      | Mitte 19. Jh.                       | schlichter Putzbau mit originalem Türportal, von ortsgeschichtlicher Bedeutung. Zweigeschossig, Satteldach, verputzter Massivbau, Bruchsteinsockel, Tür- und Fenstergewände in Sandstein, Tür mit Verdachung in Sandstein, originale Tür, einfache Traufe (Putzgliederung erneuert). | 08972455 |
| Weitere Bilder | Wohnhaus | Neue Hauptstraße 2 (Karte)      | um 1910                             | straßenbildprägender Bau am Ortsteich mit typischer Putz-Klinker-Gliederung der Zeit um 1910, baugeschichtlich und ortsentwicklungsgeschichtlich von Bedeutung. Zweigeschossiger Bau, Mansarddach (Biberschwanzdeckung), Erdgeschoss und Kellergeschoss Klinker, Putzstruktur, mehrere Giebel, Fenster unsachgemäß erneuert. | 08972445 |
| Weitere Bilder | Gasthof Zum Reußischen Hof (Gasthof mit Saalanbau) | Neue Hauptstraße 3 (Karte)      | Mitte 19. Jh.                       | gut gegliederter Putzbau mit Drillingsfenster im Giebel, ortsgeschichtliche Bedeutung. Zweigeschossig, verputzt mit Putzgliederung, hohes Satteldach, Fenster im Erdgeschoss und am Giebel rundbogig, straßenseitiger Giebel mit Eckbekrönungen (Obelisken), Saal: Natursteinsockel, Klinkergliederungen, überhöhter Mittelteil, Satteldach, Inneres mit gusseisernen Säulen. | 09263757 |
| Weitere Bilder | Wohnhaus | Neue Hauptstraße 4 (Karte)      | um 1905, im Kern vermutlich älter   | einfach gegliederter Putzbau mit Krüppelwalmdach, ortsbildprägend an der Lossa, baugeschichtlich von Bedeutung. Zweigeschossig, Krüppelwalmdach, verputzter Ziegelsteinbau, einfache Putzgliederung, aufwändige originale Haustür mit Verdachung, originale Fenster. | 08972454 |
|                | Wohnhaus | Neue Hauptstraße 9 (Karte)      | um 1800                             | Obergeschoss Fachwerk verputzt, im guten Originalzustand erhaltenes einfaches Wohnhaus der Zeit um 1800, baugeschichtlich von Bedeutung. Zweigeschossig, verputzter Massivbau, Obergeschoss vermutlich Fachwerk, einseitiges Krüppelwalmdach, originale Fenster, Tür mit Sandsteingewände, profilierte Traufe, Fenster vermutlich mit Holzgewände. | 08972456 |
| Weitere Bilder | Dorfkirche Thallwitz (Kirche (mit Ausstattung), Kirchhof mit Kriegerdenkmal für die Gefallenen des Ersten Weltkrieges und Grabmale) | Neue Hauptstraße 10 (Karte)     | Ende 15. Jh., jüngere Veränderungen | barocke Saalkirche mit Westturm und älterem, spätgotischem Chor mit polygonalem Schluss, baugeschichtlich, ortsgeschichtlich und ortsbildprägend von Bedeutung. Kirche: verputzter Bruchsteinbau, Saalkirche mit eingezogenem Chor mit polygonalem Schluss (von 1440), Walmdach, Westturm mit oktogonalem Glockengeschoss und Haube (der Abschluss 1626), mehrere jüngere Anbauten, Kriegerdenkmal: Stele mit Relief und Bekrönung (Eisernes Kreuz) aus Porphyrtuff, Inschrift: „1914–1918 – Für uns. Die dankbare Gemeinde Thallwitz.“ (zum Teil stark verwittert). | 08972448 |
| Weitere Bilder | Gasthof Sächsischer Hof (Gasthof (mit zwei Hausnummern) mit angebautem Seitengebäude und Mauerstück zur Kollauer Straße) | Neue Hauptstraße 12; 14 (Karte) | 1. Hälfte 19. Jh.                   | ortsbildprägender Putzbau, ortsgeschichtliche Bedeutung. Gasthofgebäude: zweigeschossig, verputzt, Türgewände und Sohlbänke Sandstein, Satteldach, größtenteils historischer Fensterbestand, im Obergeschoss Saal, Wohnhaus: zweigeschossig, verputzt, Erdgeschoss und Giebel massiv, Obergeschoss Fachwerk, Satteldach, zum größten Teil historische Fenster, Nebengebäude mit Toreinfahrt: zweigeschossig, massiv, Sohlbänke Sandstein, Nebengebäude (Stall): Bruchstein- und Ziegelmauerwerk, verputzt, Sohlbänke Sandstein. | 09264808 |
| Weitere Bilder | Speicherbau | Siedewitzstraße 25 (Karte)      | 17. Jh., später verändert           | typischer, mehrgeschossiger, stattlicher, mehrachsiger Kornspeicher, Putzbau mit kleinen Fenstern und großen Toren, mit Satteldach, ehemals zum Rittergut Thallwitz gehörig, ortsgeschichtliche und baugeschichtliche Bedeutung. Dreigeschossig, Bruchstein- und Ziegelmauerwerk, verputzt, Putzgliederungen (Lisenenrahmungen), Fenstergewände im Erdgeschoss teils in Sandstein, am Giebel über ehemaligem Türsturz Stein mit Bezeichnung (unleserlich), Satteldach. | 08966258 |

## Böhlitz
| Bild                                    | Bezeichnung | Lage                                   | Datierung                         | Beschreibung | ID       |
| --------------------------------------- | --- | -------------------------------------- | --------------------------------- | --- | -------- |
|                                         | Wasserturm | Am Wasserturm 1 (gegenüber) (Karte)    | um 1910                           | Alte Ortslage Collmen, unterer Teil des Turmes in Klinkerbauweise, technisches Denkmal, ortsgeschichtlich von Bedeutung. Wasserturm: unterer Teil des Turmes Klinker, Wasserbehälter verputzt, Zeltdach, insgesamt denkmalgerecht saniert. | 08972467 |
| Direkt Bild zu diesem Denkmal hochladen | Sächsisch-Preußischer Grenzstein: Pilar Nr. 27 (linkselbisch) sowie 42 Läufersteine                                            | Collmer Weg (Karte)                    | Nach 1828                         | Siehe auch Sachgesamtheit 09305644; vermessungs- und landesgeschichtlich von Bedeutung als Zeitdokument der historischen Grenzziehung zwischen Sachsen und Preußen nach dem Wiener Kongress 1815 | 08972485 |
| Direkt Bild zu diesem Denkmal hochladen | Wohnhaus (mit vier Hausnummern)                                                                                                | Lossaer Straße 2; 4; 6; 8 (Karte)      | um 1800                           | Alte Ortslage Collmen, Tagelöhnerhaus, eingeschossiger Putzbau mit Mansarddach, von sozialhistorischer Bedeutung. Eingeschossiger, verputzter Bruchsteinbau, Mansarddach mit Gauben, steinerne Traufe, zum Teil originale Türen. | 08972468 |
| Direkt Bild zu diesem Denkmal hochladen | Villa mit Garage und Villengarten                                                                                              | Parkweg 5 (Karte)                      | 1879–1880                         | Repräsentatives Wohngebäude im Schweizerhausstil, ortsgeschichtliche und baugeschichtliche Bedeutung. Denkmaltext. 1879/80 als Wohngebäude für den Rittergutsbesitzer von Böhlitz Johannes Markus Max Zacharias und dessen Familie errichtet, 1917 Vermietung an die Stadt Leipzig und Umbau zum Landjugendheim („Lutherhof“), 1927 durch Zwangsversteigerung an die Hannover AG (Steinbruchbetreiber), Nutzung als Büro und Wohnung des Böhlitzer Steinbruchdirektors Wilhelm Hartmann (ab 1932). Es handelt sich um einen zweigeschossigen, verputzten Massivbau mit Drempel und flach geneigtem, weit überstehenden Satteldach. Hoher Sockel mit Sandsteinelementen (Fenstergewände, Gesims), Hauptgeschosse glatt verputzt, Fensterrahmungen profiliert, Drempel und Giebel in Fachwerk (ein Giebel verbrettert), geschnitzte Dachpfetten, zur Straße und zum Park Treppenaufgänge mit originalen Treppengittern, als äußerer Schmuck Wappen und mehrere aufwändig geschnitzte Balkone, besonders an der Veranda zur Gartenseite. Aus der Bauzeit Haustür und im Inneren originales Treppenhaus mit Stuckdecke und Terrazzofußboden, Bleiglasfenster. Garage verputzter Massivbau mit Ziegelsteinsockel und Satteldach. Im Garten historischer Baumbestand datiert. Das Villenanwesen ist durch seine Verbindung mit dem Rittergut ein ortsgeschichtliches Zeugnis, es dokumentiert die Besitz-, Wohn- und Lebensverhältnisse des Böhlitzer Rittergutsbesitzers im ausgehenden 19. Jh. Einen ortsgeschichtlichen Aussagewerkt verkörpert es auch durch seine spätere Nutzung als Büro und Direktorenwohnung für den Steinbruch Böhlitz. Als zeittypisches und anspruchsvolles Beispiel der Villenarchitektur des späten 19. Jh. ist es auch baugeschichtlich von Belang. (LfD/2012) Zweigeschossig, verputzter Massivbau mit Drempel, Drempel und Giebel in Fachwerk (ein Giebel verbrettert), flachgeneigtes Satteldach, Dachpfetten geschnitzt, zum Teil mit Aufbauten, hoher Sockel mit Putznutung, Sockelgesims Sandstein, Treppenaufgänge zur Straße und zum Park, Kellerfenstergewände Sandstein, originale Treppengitter, mehrere geschnitzte Balkone, Wappen und mehrere aufwändig geschnitzte Balkone besonders an der Veranda zur Gartenseite, Fenstergliederungen, zum Teil noch Fensterläden, originale Tür, originale Fenster, zum Teil Bleiglasfenster, im Inneren: originales Treppenhaus mit Stuckdecke, Stuck und Bemalung im Inneren und Terrazzofußboden, Garage: originales Tor, Ziegelsteinsockel, verputzter Massivbau mit Satteldach. | 08972462 |
| Weitere Bilder                          | Gutsverwalterhaus (Nr. 1) und Herrenhaus (Nr. 2) eines Rittergutes                                                             | Steinhof 1; 2 (Karte)                  | im Kern 17. Jh., später überformt | Alte Ortslage Collmen, Haus des Gutsverwalters schlichter Putzbau, Herrenhaus Putzbau mit Klinkergliederungen, geschweiftem Giebel und Eckerker, von ortsgeschichtlicher Bedeutung. Haus des Gutsverwalters: zweigeschossiger, verputzter Massivbau, einseitig Krüppelwalmdach, Hauptgebäude: zweigeschossig, verputzter Massivbau mit Klinkergliederungen, Eckerker und Zwerchgiebel in Neorenaissanceform, Satteldach mit Dachhäuschen, Türen erneuert, markante Überdachung von 1940 am Haupteingang, Erdgeschoss zum Teil kreuzgratgewölbt, Stuckdecken (19. Jahrhundert). | 08972466 |
|                                         | Kriegerdenkmal für die Gefallenen des Ersten Weltkrieges                                                                       | Straße des Friedens 11 (neben) (Karte) | um 1920 (Kriegerdenkmal)          | Ortsgeschichtliche Bedeutung. Stele mit Relief (Eisernes Kreuz und Adler) aus Naturstein, Inschrift „Unseren Gefallenen Helden“ „1914–1918“ und Namen der Toten, Einfassung in Bruchstein. | 08972465 |
| Weitere Bilder                          | Kirche (mit Ausstattung), Kirchhof mit Einfriedung, Leichenhalle und Kriegerdenkmal für die Gefallenen des Zweiten Weltkrieges | Straße des Friedens 23 (Karte)         | bez. 1799 (Kirche)                | Barocke Saalkirche mit Westturm, baugeschichtlich, ortsgeschichtlich und ortsbildprägend von Bedeutung. Kirche: Putzbau, gerader Chorschluss, Korbbogenfenster, Turm mit oktogonalem Obergeschoss und Haube, Kriegerdenkmal: Platte in Porphyrtuff, Inschrift und Symbol (Kreuz) „Alle die Fern ihrer Heimat sterben mußten bleiben unserer Liebe unvergessen 1939–1945. Der Herr lasse sie Ruhen in Frieden und das ewige Licht leuchte ihnen“, Leichenhalle: eingeschossiger verputzter Massivbau, Satteldach, Klinkertraufe, Fenster- und Türrahmung in Bruchstein (Quarzporphyr), Kreuz aus Bruchstein im Giebel, Silbermannorgel: pedallos (Positiv), stand bis 1800 in einer Leipziger Schule. | 08972463 |
| Direkt Bild zu diesem Denkmal hochladen | Pfarrhaus | Straße des Friedens 27 (Karte)         | um 1870, jüngere Veränderungen    | Spätklassizistisch wirkendes Gebäude, von ortshistorischer Bedeutung. Wohnhaus: zweigeschossig, verputzter Massivbau, Bruchsteinsockel, Sockelgesims Sandstein, Fenstergliederung (Verdachung, Sohlbänke, Pfeiler) in Sandstein, Putzgliederung, Mittelrisalit, Satteldach, originale Tür, (Fenster zum Teil denkmalgerecht erneuert), [ehem. Gemeindeschwesterstation]. | 08972464 |

## Canitz
| Bild           | Bezeichnung | Lage                   | Datierung          | Beschreibung | ID       |
| -------------- | --- | ---------------------- | ------------------ | --- | -------- |
| Weitere Bilder | Scheune der ehemaligen Stellmacherei eines Ratsgutes | Canitz 9 (Karte)       | um 1910            | Gut gestaltete Scheune im Heimatstil, von baugeschichtlicher und ortsgeschichtlicher Bedeutung. Ortsbildprägend an der Muldenzufahrt, Bestandteil eines der Ratsgüter von Leipzig, eingeschossig, Krüppelwalmdach, Sockel Bruchstein, Ziegelstein-Putz-Fassade, Fachwerk-Zwerchgiebel, Segmentbogenfenster, -türen und -tore, originale Tür und Fenster, an beiden Giebeln drei Fensterschlitze. | 08972259 |
| Weitere Bilder | Wohnhaus, zwei Seitengebäude, Hofpflaster, Einfriedungsmauer, Schornstein der Brennerei und Taubenturm eines Ratsgutes | Canitz 10 (Karte)      | um 1880 (Wohnhaus) | Putzbauten der Gründerzeit, von geschichtlicher Bedeutung, eines der Ratsgüter der Stadt Leipzig. Zweigeschossiges Wohnhaus mit Drempel, Satteldach (Traufseite zur Straße mit Dreiecksgiebel), Sockel (Bruchstein mit gelbem Ziegelstein), Erdgeschoss Putznutung, Obergeschoss einfache Putzgliederung, profilierte Putztraufe, Fenster im Obergeschoss zum Teil mit Verdachung, Giebel mit drei Rundbogenfenstern, originale Tür im Hof, Tür am Giebel mit Verdachung, Fachwerk-Altan, Taubenturm, Ziegelsteinbau (verputzt), Zeltdach, oktogonaler Grundriss, Seitengebäude, Ziegelstein und Lehmbau (verputzt), Satteldach, Scheune, Krüppelwalmdach mit Dachaufbauten, Sockel (Bruchstein), Ziegel-Putz-Fassade, Umfassungsmauer in Bruchstein mit Ziegelsteinkrone. | 08972258 |
|                | Gasthaus | Canitz 12 (Karte)      | Anfang 19. Jh.     | In Fachwerkbauweise, von ortsgeschichtlicher Bedeutung. Zweigeschossig, Erdgeschoss massiv, Obergeschoss Fachwerk, Krüppelwalmdach, Putzsockel, profilierte Traufe, zum Teil Korbbogenfenster im Erdgeschoss (Fenster neu, Fachwerk aufgebrettert). | 08972257 |
|                | Wohnhaus eines Bauernhofes | Canitz 16 (Karte)      | um 1800            | Obergeschoss Fachwerk verputzt, Zeugnis bäuerlicher Lebensweise vergangener Zeiten, zentrale Lage im Ortskern. Zweigeschossig, verputzt, Erdgeschoss vermutlich massiv, Obergeschoss vermutlich Fachwerk, einseitig Krüppelwalmdach, Reste der alten Türgewände im Hof. | 08972260 |
| Weitere Bilder | Turmholländer | Canitz 19 (Karte)      | bez. 1876          | Windmühle ohne technische Ausstattung, ortsgeschichtlich von Bedeutung, durch ihre exponierte Lage inmitten der landwirtschaftlichen Flächen außerhalb von Canitz auch landschaftsprägendes Element. Bau: Turmholländer mit Anbau, dreigeschossig, konische Bauform, Sockel in Bruchsteinmauerung, Turm in roter Ziegelsteinmauerung, Rundbogenfenster, geschweifte, zeltdachförmige Haube mit Dachaufsatz für die Flügelwelle, Wetterfahne bezeichnet 1876, keine technische Ausstattung vorhanden. Anbau: eingeschossig, roter Ziegel, halbrund an die Mühle angebaut (kein Denkmal). Mühlengeschichte: Turmholländer 1876 (Bezeichnung lt. Wetterfahne) als Mahl- und Schrotmühle errichtet, Ziegel stammten aus eigener Brennerei, ehemals Jalousieflügel mit Spinne und einer Rutenlänge von ursprünglich 8 m, ehemals mit Windrose (nicht erhalten), 1912 Antrieb durch Sauggasmotor, 1924 Elektroantrieb: Mehl- und Schrotgang, 1954 Stilllegung: letzter Müllermeister war Kurt Müller, 1974 Kauf durch den Leipziger Fotografen Hans Wolfram Kasten und Rettung vor dem Verfall, 1983 Unterschutzstellung als Denkmal, 1993/94 Anbringung neue Ruten, 1995 Fenstererneuerung, Abbruch und Neuanbringung der Ruten, Dachdeckung mit kanadischen Rotbuchenschindeln, im Inneren ist keine Technik erhalten. Turmholländer gehören zu den Holländerwindmühlen, die sich durch eine drehbare Haube auszeichnen. Holländerwindmühlen verbreiteten sich seit dem 16. Jahrhundert von den Niederlanden entlang der Nordküsten vor allem zwischen dem 18. und 19. Jahrhundert, in Richtung Süden. In Sachsen sind sie vor allem im ausgehenden 18. und im 19. Jahrhundert anstelle von Bockwindmühlen errichtet wurden. Holländermühlen unterscheidet man je nach ihrer Bauart nach Erd-Holländern, Sockelgeschossholländern, Galerieholländern, Kellerholländern und Turmholländern. Entgegen der Funktionsweise der Bockwindmühlen, bei denen der gesamte Mühlenkasten in den Wind gedreht werden musste, waren Holländermühlen so konstruiert, dass lediglich die Haube mit dem Flügelkreuz der anliegenden Windrichtung angepasst wurde, der Turm blieb fest am Boden. Turmholländer haben einen bis unter die Haube massiv gemauerten Mühlenturm mit unterschiedlicher Geschosszahl und Form. Die älteren meist um 1820 erbauten sächsischen Turmholländer. Diese haben zumeist eine zylindrische Gestalt (seltener auch konisch) und drei bis vier Geschosse. Die jüngeren, meist nach 1850 errichteten sind mehr oder weniger stark konisch und besitzen fünf bis sechs Geschosse. | 08972263 |
| Weitere Bilder | Wasserwerk des Leipziger Betriebsnetzes bestehend aus Pumpenhaus, Kessel- und Maschinenhaus, Kohlenbunker, Filtergebäude, ehem. Verwaltungsgebäude, Maschinenmeisterwohnhaus, Schleusenturm, Sammelbrunnen, Walleinfriedung und Allee (Gartendenkmal) | Canitz 21 (Karte)      | 1907–1912          | Seit 1912 in Betrieb, technisches und architektonisches Denkmal der Zeit um 1910, Wasserwerk mit der größten Versorgungsleistung für die Region und Stadt Leipzig, daher auch regionalgeschichtlich von Bedeutung. Pumpenhaus: verputzter Massivbau, Sockel zum Teil Bruchstein, rundbogige Fenstergewände aus Kunststein, Walmdach, mächtige Zwerchgiebel mit Thermenfenstern und Krüppelwalmdach, rundbogiger Haupteingang mit Schlussstein und Leipziger Wappen, Sockelgesims aus Kunststein, originale Tür (Beschläge, farbige Fenster, originale Verdachung), Lisenengliederung, Erweiterungsbau (Filteranlage) von 1935 (Walmdach, Klinkerputzfassade), im Inneren: originaler Fußboden (Kachel, Estrich), originale Fliesen an Wänden, große Halle mit Ziegelsteingliederung, Empore mit originalem Brüstungsgitter, originale Dachkonstruktion aus Stahl-Fachwerk, Heizhaus (1909–1910, Dampfantrieb 1927 aus Motorantrieb umgerüstet) und Esse (1909) abgetragen, Pumpen: von Siemens-Schuckert & Metzenauer & Jung (Wuppertal: Elberfeld). Kohlenschuppen: Anbau an das Kesselhaus, steiles Pultdach mit Stützkonstruktion, zur Straße überhängend, ehemals 6 zweiflügelige Tore, Sockel Bruchstein. Verwaltungsgebäude: eingeschossig, verbretterter Zwerchgiebel, Satteldach, eingeschossiges Seitengebäude, Bruchsteinsockel mit Kunststeingesims, zum Teil Ziegelsteinlisenen, verputzter Massivbau, Schlussstein an der Fassade, Giebel mit Originalputz, (ockerfarbig gestrichen), Vordachkonstruktion in Fachwerk. Maschinenmeisterwohnhaus: eingeschossig, Sockel mit Eckquaderung, Mansarddach (gelbe Biber), Fenster, Türen und Tor mit steinerner Sohlbank (Kunststein), (denkmalgerecht erneuert). Sammelbrunnen (runder Grundriss mit Putzgliederung) (von 1912), Schleusenturm (1930er Jahre) rund in Klinker. Walleinfriedung: kleiner Deich zum Haupttor flacher werdend. Allee: bestehend aus alten Linden. Von 1912 bis 1926 arbeitete das Wasserwerk mit dampfbetriebenen Kolbenpumpen, ab 1927 mit Motorenantrieb, neue Technik nach 1990 (kein Denkmal). | 08972262 |
| Weitere Bilder | Aquädukt über die Mulde | Canitz 21 (zu) (Karte) | 1912               | Betriebsanlage des Wasserwerkes Canitz für Rohrleitungen über die Mulde zur Wasserversorgung Leipzigs, (siehe auch Gemeinde Machern – südwestlicher Teil der Brücke Gemarkung Püchau, Objekt 09305762), ortsgeschichtlich und technikgeschichtlich von Bedeutung. Dreifeld-Betonbogenbrücke mit Putzgliederung (125 m lang), originale Eisengitterbrüstung und Lampen, seitliche Treppen und Steg ermöglichen Begehung für Fußgänger. Zwischen Canitz und Püchau überspannt eine Wölbbrücke aus Zweigelenk-Steinbogen mit zwei Flussöffnungen und einer Flutöffnung von je 34 m lichter Weite die Vereinigte Mulde. Sie dient zur Überführung der Canitzer Wasserleitung der Stadt Leipzig über die Mulde. Als Straßenbrücke gebaut, scheiterte ihre Benutzung an der Zustimmung des Canitzer Gutsbesitzers. An Stelle der Rampen befinden sich lediglich jeweils ein Treppenaufgang für Fußgänger und Radfahrer. Eine Rohrleitung liegt auf der Brücke, zwei Rohrleitungen sind innerhalb des Bauwerkes untergebracht. Im Zusammenhang mit dem Wasserwerk Canitz sollte diese Brücke als dessen Bestandteil gesehen werden. | 08972261 |

## Kollau
| Bild                                    | Bezeichnung                                                                         | Lage                     | Datierung                           | Beschreibung | ID       |
| --------------------------------------- | ----------------------------------------------------------------------------------- | ------------------------ | ----------------------------------- | --- | -------- |
| Direkt Bild zu diesem Denkmal hochladen | Sächsisch-Preußischer Grenzstein: Pilar Nr. 29 (linkselbisch) sowie 66 Läufersteine | (Flurstück 24) (Karte)   | Nach 1828                           | Siehe auch Sachgesamtheit 09305644; vermessungs- und landesgeschichtlich von Bedeutung als Zeitdokument der historischen Grenzziehung zwischen Sachsen und Preußen nach dem Wiener Kongress 1815 | 08972517 |
|                                         | Kriegerdenkmal für die Gefallenen des Ersten Weltkrieges                            | Kollau 9 (neben) (Karte) | um 1920 (Kriegerdenkmal)            | Von ortsgeschichtlicher Bedeutung. Sandsteintafel mit Inschrift (extrem verwittert), ummauert von gelben Ziegelsteinen, bekrönt von Eiserenem Kreuz in Stein mit Inschrift (1914–1918).          | 08972254 |
| Weitere Bilder                          | Wasserwerk Kollau                                                                   | (Karte)                  | 1937–1943 lt. Auskunft (Wasserwerk) | Wasserwerk mit Brunnenhaus, Schaltwarte; Betonklinkerbau im Stil der Moderne, Teil des Wasserwerks Canitz, technikgeschichtlich und regionalgeschichtlich von Bedeutung                          | 08972461 |

## Lossa
| Bild                                    | Bezeichnung | Lage                          | Datierung                                         | Beschreibung | ID       |
| --------------------------------------- | --- | ----------------------------- | ------------------------------------------------- | --- | -------- |
|                                         | Grabstein | Am Park (Karte)               | 19. Jh. (Grabstein)                               | ortsgeschichtliche Bedeutung Grabstein: mit Inschrift: „Graf von Könneritz ...“ | 08972460 |
|                                         | Wohnhaus (mit fünf Hausnummern) | Am Park 1; 3; 5; 7; 9 (Karte) | um 1800                                           | Tagelöhnerhaus (Schnitterkaserne) in der Nähe des Schlosses, eingeschossiger Putzbau mit Mansarddach, von sozialgeschichtlicher Bedeutung. Einstöckiger verputzter Bruchsteinbau, hohes Mansarddach mit Gauben, profilierte Traufe über Erdgeschoss und Gauben (aus Holz), Eckquaderung Naturstein, vier rückseitige Eingänge, einer vorn. | 08972457 |
| Weitere Bilder                          | Einzeldenkmale der Sachgesamtheit Rittergut Lossa: Herrenhaus (Nr. 4), zwei Wohn- und Wirtschaftsgebäude (Nr. 2 und Nr. 6) und Einfriedung eines Rittergutes (siehe auch Sachgesamtheitsdokument — Obj. 09304518)                                                                                                  | Am Park 2; 4; 6 (Karte)       | Mitte 16. Jh., spätere Veränderungen              | Herrenhaus im Kern markanter Putzbau der Renaissancezeit, Betonung durch Mittelrisalit mit Zwerchhaus und Volutengiebel, ortsgeschichtlich und baugeschichtlich bedeutend. Herrenhaus unter Moritz von Mischwitz erbaut: elfachsiger Bruchsteinbau, zweigeschossig, Mittelrisalit mit Zwerchhaus und Volutengiebel, darüber Dachreiter, Satteldach mit Gauben, profilierte Renaissance-Fenstergewände aus Porphyrtuff, Mittelrisalit durch vier Kolossalpilaster gegliedert und drei rundbogige Eingänge, rückseitig stark hervorspringender vierachsiger Mittelrisalit mit Zwerchhaus, rückseitig Fenstergewände aus Sandstein und Porphyrtuff, giebelseitige Anbauten, rechts angebautes Torhaus mit Tordurchfahrt zum Park, Fenstergewände im Obergeschoss aus Porphyrtuff (profiliert), Walmdach. Im Inneren des Herrenhauses: im Flur Kreuzgratgewölbe auf toskanischer Säule, Obergeschoss Holzbalkendecke, beidseitig flankierende Kavaliershäuser und Wirtschaftsgebäude, zweigeschossig, verputzte Bruchstein und Ziegelsteinbauten, vordere Gebäude Satteldach, hintere Gebäude Mansarddach mit Fledermausgauben. Rechtes Wirtschaftsgebäude: im Erdgeschoss Kunststeingewände (Fenster und zwei Portale), Obergeschoss Fenstergewände aus Holz, profilierte Traufe, rückwärtiger späterer Vorbau mit Terrasse, Dachhecht, im Flur Kreuzgratgewölbe, rückseitig große Parkfläche mit Einfriedung (Massivmauer), vordere Wirtschaftsgebäude mit Wellpappe oder Wellblech verkleidet. | 08972458 |
| Weitere Bilder                          | Sachgesamtheit Rittergut Lossa, mit den Einzeldenkmalen: Herrenhaus (Nr. 4), zwei Wohn- und Wirtschaftsgebäude (Nr. 2 und Nr. 6) und Einfriedung eines Rittergutes (siehe Einzeldenkmaldokument – Obj. 08972458), weiterhin Gutspark (Gartendenkmal) und mit den Sachgesamtheitsteilen: weitere Wirtschaftsgebäude | Am Park 2; 4; 6 (Karte)       | Mitte 16. Jh., spätere Veränderungen (Herrenhaus) | Herrenhaus im Kern markanter Putzbau der Renaissancezeit, Betonung durch Mittelrisalit mit Zwerchhaus und Volutengiebel, ortsgeschichtlich und baugeschichtlich bedeutend. Herrenhaus unter Moritz von Mischwitz erbaut: elfachsiger Bruchsteinbau, zweigeschossig, Mittelrisalit mit Zwerchhaus und Volutengiebel, darüber Dachreiter, Satteldach mit Gauben, profilierte Renaissance-Fenstergewände aus Porphyrtuff, Mittelrisalit durch vier Kolossalpilaster gegliedert und drei rundbogige Eingänge, rückseitig stark hervorspringender vierachsiger Mittelrisalit mit Zwerchhaus, rückseitig Fenstergewände aus Sandstein und Porphyrtuff, giebelseitige Anbauten, rechts angebautes Torhaus mit Tordurchfahrt zum Park, Fenstergewände im Obergeschoss aus Porphyrtuff (profiliert), Walmdach. Im Inneren des Herrenhauses: im Flur Kreuzgratgewölbe auf toskanischer Säule, Obergeschoss Holzbalkendecke, beidseitig flankierende Kavaliershäuser und Wirtschaftsgebäude, zweigeschossig, verputzte Bruchstein und Ziegelsteinbauten, vordere Gebäude Satteldach, hintere Gebäude Mansarddach mit Fledermausgauben, rechtes Wirtschaftsgebäude: im Erdgeschoss Kunststeingewände (Fenster und zwei Portale), Obergeschoss Fenstergewände aus Holz, profilierte Traufe, rückwärtiger späterer Vorbau mit Terrasse, Dachhecht, im Flur Kreuzgratgewölbe, rückseitig große Parkfläche mit Einfriedung (Massivmauer), vordere Wirtschaftsgebäude mit Wellpappe oder Wellblech verkleidet. | 09304518 |
| Direkt Bild zu diesem Denkmal hochladen | Grabmal des Grafen von Könneritz | Waldstraße - (Karte)          | 19. Jh.                                           | Ortsgeschichtliche Bedeutung. Grabmal: ehem. Obelisk Reste einer Grabanlage, Dekorationselemente (Feston), Inschrift: „Seiner Gedenken ...“ [Grabmal durch Vandalismus zerstört]. | 08972459 |

## Nischwitz
| Bild             | Bezeichnung | Lage                                     | Datierung                                  | Beschreibung | ID       |
| ---------------- | --- | ---------------------------------------- | ------------------------------------------ | --- | -------- |
| Weitere Bilder   | Einzeldenkmale der Sachgesamtheit Schloss, Park und Rittergut Nischwitz: zwei Wohn- und Wirtschaftsgebäude (Nr. 7 und Nr. 9) sowie Wohnhaus (mit zwei Hausnummern Nr. 11/13, Tagelöhnerhaus) eines Rittergutes (siehe auch Sachgesamtheit – Obj. 09304528, Dorfstraße 35) | Clara-Zetkin-Straße 7; 9; 11; 13 (Karte) | 19. Jh.                                    | stattliche Putzbauten des 19. Jahrhunderts, zum Teil mit Ziegelgliederung, von ortsgeschichtlicher Bedeutung. Scheunen (Sachgesamtheitsteile), Bruch- und Ziegelsteinmauern, verputzt, Satteldach; ein Seitengebäude: eingeschossig, Krüppelwalmdach, massiver Putzbau (Bruchstein); Ställe: Ziegelsteinbau, Putz-Klinker-Gliederung, Zwerchhäuser zum Hof, Satteldach; Wohnbauten: zweigeschossig, massiv verputzt, Satteldach; Ställe: Mischmauerwerk (Bruchstein-Ziegelstein), verputzt, Satteldach; ein Seitengebäude (Nummer 11/13): eingeschossig, Satteldach, verputzter Massivbau. | 08972282 |
|                  | Wohnhaus mit zwei Seitengebäuden, Vorgarten und Einfriedung | Dorfstraße 11 (Karte)                    | ehemals im Dachstuhl bez. „1756“           | Schlichter barocker Putzbau mit Mansarddach, baugeschichtlich und personengeschichtlich (Geburtshaus des sächsischen Kunsthistorikers und Denkmalpflegers Cornelius Gurlitt, 1850–1938) von Bedeutung. Zweigeschossiges Wohnhaus, bezeichnet 1756 (Dachbalken, Inschrift bei Sanierung 1993 entfernt), massiver Putzbau, Mansarddach mit Gauben, Obergeschoss massiv, Sandsteinfenstergewände, Erdgeschoss stark verändert (Tür, Fenster, Kratzputz der 1960er Jahre); zweigeschossiges Seitengebäude, massive ein- bzw. zweigeschossiges Seitengebäude, massive Putzbauten, teilweise Fachwerk, Satteldach; Einfriedung, Klinkersockel, Pfeiler mit Putz-Klinkergliederung (Holzzaun fehlt, zurzeit in Sanierung). | 08972276 |
| Weitere Bilder   | Taubenturm eines Bauernhofes | Dorfstraße 13 (Karte)                    | 18. Jh. lt. Auskunft                       | In der Region seltener Taubenturm von historischer Bedeutung. Sockel massiv und verputzt, verbretterter Fachwerkaufbau, Zeltdach. | 08972275 |
| Weitere Bilder   | Toranlage (Torbogen und Pforte) eines ehemaligen Dreiseithofes | Dorfstraße 23 (Karte)                    | bez. 1820 oder 1826                        | Einzige historisch bedeutende Toranlage im Ort, straßenbildprägend, baugeschichtlich von Bedeutung. Tor mit Leutepforte (Korbbogen) massiv und verputzt (Putz erneuert), Schlussstein (Sandstein mit Inschrift „C.G. [Name unleserlich]“ „1820 oder 1826, N.65“). | 08972273 |
|                  | Wohnstallhaus eines Bauernhofes | Dorfstraße 33 (Karte)                    | um 1800                                    | Zeugnis bäuerlicher Bau- und Lebensweise vergangener Zeiten in Fachwerkbauweise, baugeschichtlich von Bedeutung. Zweigeschossig, Erdgeschoss massiv, Obergeschoss und Giebel Fachwerk, Tür- und Fenstergewände im Erdgeschoss in Holz und Stein (Türen und Fenster erneuert), Satteldach. | 08972280 |
|                  | Handschwengelpumpe | Dorfstraße 33 (vor) (Karte)              | 19. Jh.                                    | Typ Hohe Pumpe, kulturgeschichtlich von Bedeutung. Handschwengelpumpe: gusseiserne Handschwengelpumpe mit reicher Dekoration. | 08972277 |
| Weitere Bilder   | Einzeldenkmale der Sachgesamtheit Schloss, Park und Rittergut Nischwitz: Schloss (mit Ausstattung) mit zwei flankierenden Kavaliershäusern und Verbindungsgängen, sogenannter »Point de vue« gegenüber dem Schloss, drei weitere Nebengebäude südlich des Schlosses, Toreinfahrt, Pförtnerhäuschen und Parkbauten (Mausoleum der Fam. von Ritzenberg und Erbbegräbnis Fam. von Zimmermann, zwei Teehäuschen und Mauer am Teich, sogenanntes Aha), ehemaliger Gartenpavillon/Orangerie (Ruine, neben Straße der Einheit 24), zweite Toreinfahrt an der Clara-Zetkin-Straße und Einfriedungsmauern (siehe auch Sachgesamtheit – Obj. 09304528, Dorfstraße 35) | Dorfstraße 35 (Karte)                    | 1745–1750, spätere Veränderungen (Schloss) | Kunsthistorisch und historisch bedeutende barocke Schlossanlage, eines der bedeutendsten Landschlösser des sächsischen Rokoko (nach Entwurf des Architekten Johann Christoph Knöffel) für Reichsgraf Heinrich von Brühl 1745–1750 errichtet, Bemerkenswerte Parkanlage dreiseitig einen weiten Ehrenhof umschließender Komplex, Schloss zwei- bzw. dreigeschossig, verputzter Massivbau, Mansarddach mit Gauben (einige davon mit aufwändiger Gliederung), zum Hof 2 Seitenflügel und Mittelrisalit, zum Park Mittelrisalit mit Dreiecksgiebel (Balkon im 19. Jh. entfernt), reiche Stuckatur an Risalit und Flügeln sowie architekturillusionistische Fassadenbemalung, Sockelgeschoss zum Hof mit vorgelagerter Freitreppe (Anfänger der Treppe mit Vasen), zwei halbrunde Bogengänge mit Pultdach zu den Seitengebäuden im Hof, im Inneren des Schlosses: Gartensaal, Festsaal mit Vorraum mit originaler Dekoration (Stefano Torelli), Treppenhausdekoration 19. Jh. (Friedrich Preller d. J.), Eingangshalle 19. Jh. (bezeichnet: 1868, Neureuther), Eingang, zwei Torpfosten mit Vasen, Eisengittertor, Pförtnerhäuschen, Einfriedung in Bruchstein, Seitengebäude, ehem. Orangerie, ehem. Küchengebäude / Kavaliershaus, eingeschossig, verputzte Massivbauten, Mansarddach, erhöhter zweigeschossiger Mittelbau, Mansarddach, Point de vue – flacher Prospekt mit Nische, Türmchen und zwei Vasen (Skulpturen am Point de vue 1997 auf Grundlage des Ausgleichsleistungsgesetzes entfernt), Park: ehem. Rokokoanlage, jetzt englischer Park der 1. Hälfte 19. Jh. (Gustav Adolph Bönisch), (stark verwildert), Parkbauten, Mausoleum: Antentempel (Sandstein) mit eiserner Einfriedung und eiserner Eingangstür, im Inneren steinerne Särge (durch Vandalismus geschändet) (19. Jh.), Grabanlage „v. Zimmermann“: Rustika-Mauer, Nische mit Inschrifttafel, seitlich zwei Steinbänke, liegend mehrere Steinkreuze mit Namen der Toten (Anfang 20. Jh.), Teehäuser, zwei, auf quadratischem Grundriss mit Korbbogen geöffnete Ziegelsteinbauten, verputzt, Mansarddach, Reste von Stuckdekoration (stark ruinös), ehem. Gartenpavillon, quadratischer Grundriss, Mischmauerwerk (Bruchstein, Ziegelstein), ehem. verputzt, Notdach, Schlussstein aus Sandstein (Gebäude stark ruinös). | 08972281 |
| ] Weitere Bilder | Sachgesamtheit Schloss, Park und Rittergut Nischwitz, mit den Einzeldenkmalen: Schloss (Dorfstraße 35) mit zwei flankierenden Kavaliershäusern und Verbindungsgängen, sogenannter »Point de vue« gegenüber dem Schloss, drei weitere Nebengebäude südlich des Schlosses, Toreinfahrt, Pförtnerhäuschen und Parkbauten (Mausoleum der Fam. von Ritzenberg und Erbbegräbnis Fam. von Zimmermann, zwei Teehäuschen und Mauer am Teich, sogenannter Aha), ehemaliger Gartenpavillon/Orangerie (Ruine, neben Straße der Einheit 24), zweite Toreinfahrt an der Clara-Zetkin-Straße und Einfriedungsmauern (siehe Einzeldenkmale – Obj. 08972281, Dorfstraße 35), weiterhin zwei Wohn- und Wirtschaftsgebäude (Clara-Zetkin-Straße 7 und 9) sowie Wohnhaus (mit zwei Hausnummern, Clara-Zetkin-Straße 11/13, Tagelöhnerhaus) eines Rittergutes (siehe Einzeldenkmale – Obj. 08972282, Clara-Zetkin-Straße 7–13), sowie Park und ehemalige Gärtnerei (Gartendenkmal), als Sachgesamtheitsteile: Scheunen und weitere Wirtschaftsgebäude sowie Hofpflaster des ehemaligen Wirtschaftshofes des Rittergutes Nischwitz (Clara-Zetkin-Straße 7–11) – [Störelemente: Neubau, Straße der Einheit 24 und Nebengebäude in der ehemaligen Gärtnerei] | Dorfstraße 35 (Karte)                    | 1745–1750, spätere Veränderungen (Schloss) | Kunsthistorisch und historisch bedeutende barocke Schlossanlage, eines der bedeutendsten Landschlösser des sächsischen Rokoko (nach Entwurf des Architekten Johann Christoph Knöffel) für Reichsgraf Heinrich von Brühl 1745–1750 errichtet, bemerkenswerte Parkanlage. Dreiseitig einen weiten Ehrenhof umschließender Komplex, Schloss zwei- bzw. dreigeschossig, verputzter Massivbau, Mansarddach mit Gauben (einige davon mit aufwändiger Gliederung), zum Hof 2 Seitenflügel und Mittelrisalit, zum Park Mittelrisalit mit Dreiecksgiebel (Balkon im 19. Jh. entfernt), reiche Stuckatur an Risalit und Flügeln sowie architekturillusionistische Fassadenbemalung, Sockelgeschoss zum Hof mit vorgelagerter Freitreppe (Anfänger der Treppe mit Vasen), zwei halbrunde Bogengänge mit Pultdach zu den Seitengebäuden im Hof, im Inneren des Schlosses: Gartensaal, Festsaal mit Vorraum mit originaler Dekoration (Stefano Torelli), Treppenhausdekoration 19. Jh. (Friedrich Preller d. J.), Eingangshalle 19. Jh. (bezeichnet: 1868, Neureuther), Eingang, zwei Torpfosten mit Vasen, Eisengittertor, Pförtnerhäuschen, Einfriedung in Bruchstein, Seitengebäude, ehem. Orangerie, ehem. Küchengebäude / Kavaliershaus, eingeschossig, verputzte Massivbauten, Mansarddach, erhöhter zweigeschossiger Mittelbau, Mansarddach, Point de vue – flacher Prospekt mit Nische, Türmchen und zwei Vasen (Figuren am Point de vue jetzt entfernt), Park: ehem. Rokokoanlage, jetzt englischer Park der 1. Hälfte 19. Jh. (Gustav Adolph Bönisch), (stark verwildert), Parkbauten, Mausoleum: Antentempel (Sandstein) mit eiserner Einfriedung und eiserner Eingangstür, im Inneren steinerne Särge (durch Vandalismus geschändet) (19. Jh.), Grabanlage „v. Zimmermann“: Rustika-Mauer, Nische mit Inschrifttafel, seitlich zwei Steinbänke, liegend mehrere Steinkreuze mit Namen der Toten (Anfang 20. Jh.), Teehäuser, zwei, auf quadratischem Grundriss mit Korbbogen geöffnete Ziegelsteinbauten, verputzt, Mansarddach, Reste von Stuckdekoration (stark ruinös), ehem. Gartenpavillon (bei Straße der Einheit 24), quadratischer Grundriss, Mischmauerwerk (Bruchstein, Ziegelstein), ehem. verputzt, Notdach, Schlussstein aus Sandstein (Gebäude stark ruinös)                     | 09304528 |
| Weitere Bilder   | Wohnhaus, daran angebautes Seitengebäude, Toranlage (Toreinfahrt und Pforte) und Hofpflaster eines Bauernhofes | Dorfstraße 36 (Karte)                    | bez. 1909                                  | Seltenes Beispiel eines fast original erhaltenen Gehöftes vom Anfang des 20. Jahrhunderts mit reich gegliederterer Putz-Fassade, Stallgebäude mit Putz-Klinker-Fassade, baugeschichtlich von Bedeutung. zweigeschossiges Massivbau, Klinkersockel, reiche Putzgliederung, Satteldach, Giebel mit Palladio-Motiv, Risalit mit bekrönendem Dreiecksgiebel im Hof, ältere Türen, im Giebel originale Fenster, Stallgebäude, bezeichnet 1909 (Inschrifttafel am Stall): zweigeschossig, Bruch- und Ziegelsteinmauerwerk, Putz-Klinkergliederung, originale Türen und zum Teil Fenster. | 08972274 |
| Weitere Bilder   | Ehemalige Schule mit seitlichem Treppenaufgang | Dorfstraße 37 (Karte)                    | bez. 1899                                  | Großes, ortsbildprägendes Bauwerk des Historismus von ortsgeschichtlicher Bedeutung. Zweigeschossiger Bau, bezeichnet 1899 (am Giebel), Sockel Bruchstein (Eckquaderung Sandstein), Kellerfenster Sandsteinsohlbänke und gelbe Klinkerrahmung, Mittelrisalit mit Eckgliederung (gelber Klinker) und Krüppelwalmgiebel bekrönt, zwei große Dachhäuschen, Fensterumrahmung Klinker und Sandstein (Schlusssteine und Sohlbänke), Klinkergliederung der Fassade, Krüppelwalmdach, in beiden Giebeln Fensterdreiergruppe und zwei Okuli, Treppenaufgang Bruchsteinmauer mit Eckquaderung (Sandstein). | 08972271 |
| Weitere Bilder   | Kirche mit Ausstattung und vier Grabsteine an der Kirche | Dorfstraße 37a (Karte)                   | bez. 1667, im Kern älter                   | Barocke Kirche mit Westturm, im Kern mittelalterlich, baugeschichtlich, ortsgeschichtlich und ortsbildprägend von Bedeutung. Kirche, Saalbau, verputzter Massivbau, querrechteckiger Westturm, Korbbogenfenster, Satteldach, Turm-Pyramidendach (ehem. barocke Haube in den 1980er Jahren ersetzt), Jahreszahl 1667 am Giebel, Grabsteine: drei barocke Grabsteine, ein klassizistischer Grabstein. | 08972269 |
| Weitere Bilder   | Kriegerdenkmal für die Gefallenen des Ersten Weltkrieges | Dorfstraße 37a (bei) (Karte)             | um 1920 (Kriegerdenkmal)                   | Ortsgeschichtliche Bedeutung. Kriegerdenkmal, Sandstein, Blockform, Festons und Kreuz, alle vier Seiten mit Inschriften, Vorderfront Relief und Inschrift: „1914–1918 Unseren Helden die Gemeinden Nischwitz und Lossa“, Sockelinschrift (Joh. 15,13), an den drei anderen Seiten Inschrift mit Namen der Gefallenen. | 08972270 |
|                  | Wohnhaus, Scheune und daran angebautes Seitengebäude sowie Hofpflaster eines Bauernhofes | Dorfstraße 55 (Karte)                    | lt. Auskunft 1717 im Kern                  | Zeugnis bäuerlicher Lebensweise vergangener Zeiten in Fachwerkbauweise, Seitengebäude massiv mit originaler Putzgliederung, baugeschichtlich von Bedeutung. Wohnhaus, Erdgeschoss massiv (Ziegelstein, Lehmmauern), Bruchsteinsockel, Obergeschoss Fachwerk, Satteldach mit Schleppgauben, im Inneren alte Bretterdecke, originale Tür (Fachwerk fast vollständig erneuert, im Erdgeschoss neue Sandsteingewände, Ausfachungen: Lehmstein, denkmalgerechte Fenster), Seitengebäude (Stall & Scheune) hakenförmig, massiv (Bruch- und Ziegelstein-Mischmauerwerk), verputzt (einfache Putzgliederung), originale Tür und Tore, Ziegelsteintraufe, Satteldach. | 08972272 |
| Weitere Bilder   | Leichenhalle und Eibenpflanzung auf dem Friedhof | Straße der Einheit - (Karte)             | um 1890                                    | Leichenhalle schöner Klinkerbau mit aufwändigem Vorbau, ortsgeschichtliche Bedeutung. Eingeschossiger Klinkerbau aus roten und gelben Ziegelsteinen, Bruchsteinsockel, Rundbogenfenster,Vorbau auf Sockel mit Vordach (Hängewerk). | 08972279 |
| Weitere Bilder   | Wasserkraftwerk Canitz | (Karte)                                  | um 1925 (Wasserkraftwerk)                  | Wasserkraftwerk mit Begrenzungsmauern und Schaltwarte sowie Kraftwerkskanal; eines von zwei erhaltenen Laufkraftwerken im Einzugsgebiet der Mulde, Zeugnis der Elektrifizierung des Leipziger Landes in den 1920er Jahren, großer, kubischer Putzbau mit landschaftsgestaltender Wirkung, versorgungsgeschichtlich von Bedeutung | 08972256 |

## Röcknitz
| Bild                                    | Bezeichnung | Lage                                 | Datierung                                | Beschreibung | ID       |
| --------------------------------------- | --- | ------------------------------------ | ---------------------------------------- | --- | -------- |
| Weitere Bilder                          | Einzeldenkmale der Sachgesamtheit Rittergut Röcknitz: Herrenhaus (Nr. 3), Pferdestallgebäude (Nr. 1), Inspektorenhaus (Nr. 7) mit angebautem Wirtschaftsgebäude (Nr. 5), Scheune, zwei Brücken und Einfriedungsmauer eines Rittergutes (siehe auch Sachgesamtheitsdokument – Obj. 09304519) | An der Wasserburg 1; 3; 5; 7 (Karte) | bez. 1696, später überformt (Herrenhaus) | Herrenhaus ein schlichter Putzbau mit markanten Dachaufbauten, ursprünglich eine Wasserburg, von ortsgeschichtlicher und kunsthistorischer Bedeutung. Herrenhaus: zweigeschossiger, verputzter Bruchsteinbau mit Sandstein-Eckquaderung, Tür- und Fenstergewände in Sandstein, Satteldach mit zwei Eckzwerchhäusern (verputzte Ziegelsteinaufbauten), zum Garten hölzerne Traufen am Dreiecksgiebel und profilierte Putztraufe und Fensterfaschen, ältere Tür zum Garten mit Freitreppe, Tür mit Schlussstein und Wappen mit Inschrift bezeichnet J.P.C.A.V.B. (Joachim Plötz und Chatharina Agnes von Birkholz) 1696, im Inneren: im Erdgeschoss Balkendecke mit einfacher Stuckverzierung, in der Diele hölzernes Treppenhaus, Kamin, Bleiglasfensteroberlicht über Gartentür und Fußbodenfliesen, im Erdgeschoss zum Teil Gewölbe, im Obergeschoss zum Teil einfache Stuckgliederung der Decken, zwei Jugendstilkachelöfen, Scheune: Bruchsteinbau, ehem. verputzt, Satteldach, mittiger Dachaufbau, Fledermausgauben, große Toröffnungen und Lüftungsschlitze, Stall: zweigeschossiger verputzter Bruchsteinbau, einseitiges Krüppelwalmdach mit Fledermausgauben und Dachaufbau, zum Hof äußerer Treppenaufgang, daran anschließend Seitengebäude, Seitengebäude/Inspektorenhaus: zweigeschossig, Satteldach mit profilierter Holztraufe, Drempel, zum Hof Dachhäuschen, aufgeputzte Eckpilaster, zarte Putzgesimse, originale Fenster und Tür, zweites Seitengebäude/Pferdestall: zweigeschossiger, verputzter Bruchsteinbau, Bruchsteinsockel, Dachaufbau in Ziegelstein, Satteldach mit Hecht und Fledermausgauben, mehrere große Tore im Erdgeschoss. | 08972471 |
| Direkt Bild zu diesem Denkmal hochladen | Sachgesamtheit Rittergut Röcknitz, mit den Einzeldenkmalen: Herrenhaus (Nr. 3), Pferdestallgebäude (Nr. 1), Inspektorenhaus (Nr. 7) mit angebautem Wirtschaftsgebäude (Nr. 5), Scheune, zwei Brücken und Einfriedungsmauer eines Rittergutes (siehe Einzeldenkmaldokument – Obj. 08972471) sowie Gutspark (Gartendenkmal, mit Teichanlage mit Baumgruppe) und als Sachgesamtheitsteil: Rittergutsteich im Wirtschaftshof [Störelement: Kindergarten im Park, An der Feuerwehr 2] | An der Wasserburg 1; 3; 5; 7 (Karte) | bez. 1696, später überformt (Herrenhaus) | Herrenhaus ein schlichter Putzbau mit markanten Dachaufbauten, ursprünglich eine Wasserburg, von ortsgeschichtlicher und kunsthistorischer Bedeutung. Herrenhaus: zweigeschossiger, verputzter Bruchsteinbau mit Sandstein-Eckquaderung, Tür- und Fenstergewände in Sandstein, Satteldach mit zwei Eckzwerchhäusern (verputzte Ziegelsteinaufbauten), zum Garten hölzerne Traufen am Dreiecksgiebel und profilierte Putztraufe und Fensterfaschen, ältere Tür zum Garten mit Freitreppe, Tür mit Schlussstein und Wappen mit Inschrift bezeichnet J.P.C.A.V.B. (Joachim Plötz und Chatharina Agnes von Birkholz) 1696, im Inneren: im Erdgeschoss Balkendecke mit einfacher Stuckverzierung, in der Diele hölzernes Treppenhaus, Kamin, Bleiglasfensteroberlicht über Gartentür und Fußbodenfliesen, im Erdgeschoss zum Teil Gewölbe, im Obergeschoss zum Teil einfache Stuckgliederung der Decken, zwei Jugendstilkachelöfen, Scheune: Bruchsteinbau, ehem. verputzt, Satteldach, mittiger Dachaufbau, Fledermausgauben, große Toröffnungen und Lüftungsschlitze, Stall: zweigeschossiger verputzter Bruchsteinbau, einseitiges Krüppelwalmdach mit Fledermausgauben und Dachaufbau, zum Hof äußerer Treppenaufgang, daran anschließend Seitengebäude, Seitengebäude/Inspektorenhaus: zweigeschossig, Satteldach mit profilierter Holztraufe, Drempel, zum Hof Dachhäuschen, aufgeputzte Eckpilaster, zarte Putzgesimse, originale Fenster und Tür, zweites Seitengebäude/Pferdestall: zweigeschossiger, verputzter Bruchsteinbau, Bruchsteinsockel, Dachaufbau in Ziegelstein, Satteldach mit Hecht und Fledermausgauben, mehrere große Tore im Erdgeschoss, Kindergarten, An der Feuerwehr 2 (lt. ALK An der Feuerwehr 8) erbaut 1958, in den Gutspark hineingesetzt. | 09304519 |
| Direkt Bild zu diesem Denkmal hochladen | Ehemalige Kirchschule | Lindenstraße 9 (Karte)               | bez. 1866                                | Alte Ortslage Treben, schlichter Putzbau des 19. Jahrhunderts, sogenanntes Kirchschullehn, von ortsgeschichtlicher und sozialgeschichtlicher Bedeutung. Schule, bezeichnet 1866 (Inschrifttafel), Umbauten bezeichnet 1913 (Inschrifttafel): zweigeschossiger, verputzter Bruchsteinbau, Türgewände und Fenster-Sohlbänke im Erdgeschoss Sandstein, Satteldach, originale Tür, originale Fenster (Putz erneuert), Inschrifttafeln: „1866 J.N.J. lasset die Kindlein zu mir kommen!“, „Umbau 1913“, im Inneren: originale Türen. | 08972474 |
| Weitere Bilder                          | Kirche (mit Ausstattung), Kirchhof mit Einfriedungsmauer und barocker Grabfigur an der Kirche | Schulstraße 1 (Karte)                | 1508 (Chor der Kirche)                   | Alte Ortslage Treben, im Kern romanische Chorturmkirche, Chor spätgotisch erneuert, gesamte Kirche barock überformt, baugeschichtlich, ortsgeschichtlich und ortsbildprägend von Bedeutung. Kirche: Romanische Chorturmkirche, verputzter Bruchsteinbau, Satteldach, Chor mit polygonalem Schluss (von 1508) und Spitzbogenfenstern, sonst Segmentbogenfenster, oktogonales Turmobergeschoss mit Schieferhaube, in der Kirche Reste des Kriegerdenkmals für die Gefallenen des Ersten Weltkrieges (ehem. an der Kirchwand), Friedhofsmauer: Bruchstein, Keramikplattenabdeckung. | 08972473 |
| Direkt Bild zu diesem Denkmal hochladen | Spritzenhaus | Schulstraße 1 (neben) (Karte)        | um 1840                                  | Alte Ortslage Treben, kleines Gebäude mit Fachwerkgiebel, ortsgeschichtliche Bedeutung. Ortsbildprägende Lage am Kirchhof, eingeschossiger Massivbau, verputzt, Satteldach, alte Toreinfahrt, Fachwerkgiebel. | 08972476 |
| Direkt Bild zu diesem Denkmal hochladen | Wohnhaus | Schulstraße 6 (Karte)                | Mitte 19. Jh.                            | Alte Ortslage Treben, eingeschossiger Massivbau in Lehmbauweise, von sozialhistorischer Bedeutung. Eingeschossiger, verputzter Massivbau (Lehm auf Bruchsteinsockel), steiles Satteldach, verbretterter Giebel, ältere Fenster (Tür jünger). | 08972477 |

## Wasewitz
| Bild           | Bezeichnung                                                                                    | Lage                        | Datierung                      | Beschreibung | ID       |
| -------------- | ---------------------------------------------------------------------------------------------- | --------------------------- | ------------------------------ | --- | -------- |
|                | Feldscheune eines Bauernhofes                                                                  | Wasewitz 7 (Karte)          | 19. Jh.                        | Als Zeugnis bäuerlicher Bauweise vergangener Zeiten ist die ortsbildprägende Lehmscheune mit Fachwerkgiebel baugeschichtlich von Bedeutung. Die Scheune ist ein eingeschossiger Lehmbau, ein Giebel ist aus Fachwerk, der andere aus Ziegelsteinen errichtet. Die Scheune hat ein einseitiges Krüppelwalmdach. | 08972265 |
|                | Wohnhaus, winkelförmig angebautes Seitengebäude und Hofpflaster eines ehemaligen Dreiseithofes | Wasewitz 16 (Karte)         | um 1900                        | Ein Großer Bauernhof vergangener Zeit, als Relikt einer ortstypischen Hofstruktur und ortsbildprägendes Wohnhaus baugeschichtlich und ortsgeschichtlich von Bedeutung. Das zweigeschossige Wohnhaus besitzt ein Satteldach, der Sockel ist aus Bruch- und Ziegelstein, die Kellerfenster mit Kunststeingewänden, Fenstersohlbänke aus Kunststein, die Fenster im Obergeschoss mit Verdachung, im Giebel befindet sich eine Fensterdreiergruppe, originale Putzgliederung, originale Türen im Hof, profilierte Putztraufe, (Fenster denkmalgerecht erneuert), Seitengebäude, verputzte Ziegelsteinbauten, einfache Putzgliederung, originale Türen und Tore. | 08972266 |
| Weitere Bilder | Kirche (mit Ausstattung)                                                                       | Wasewitz 19 (Karte)         | 12. Jh., spätere Veränderungen | Eine vermutlich romanische Wehrkirche als kleine Saalkirche mit Apsis, darüber der 1851 aufgestockte Turm, mit wertvolle Wandmalereien von 1496 im Inneren, baugeschichtlich, ortsgeschichtlich und ortsbildprägend von Bedeutung. Die Romanische Saalkirche mit hohem Rundturm ist ein verputzter Bruchsteinbau mit Ecklisenen, Apsis, und Satteldach, der Turm ist mit Gurtbändern gegliedert und mit Haube und Wetterfahne. | 08970721 |
|                | Wohnhaus, zwei Seitengebäude, Scheune, Hofpflaster und Bauerngarten eines Vierseithofes        | Wasewitz 23 (Karte)         | um 1900                        | Eine ortsbildprägende, große alte Hofanlage in beeindruckender Geschlossenheit, das Wohnhaus ist ein Putzbau von klassizistischer Wirkung mit Zwillingsfenstern im Giebel, ein westliches Seitengebäude mit Fachwerk-Obergeschoss, die Scheune massiv mit Fachwerkgiebel, baugeschichtlich und ortsgeschichtlich von Bedeutung. Das zweigeschossige Wohnhaus mit Drempel, massiv, Satteldach, der Sockel aus Bruchstein mit Ziegelstein, Putzgliederung, Obergeschoss mit Fensterverdachung, Putzgesims, zwei Rundbogenfenster im Giebel, profilierte Putztraufe, ältere Fenster, Stall, massives Erdgeschoss, Obergeschoss Fachwerk, Satteldach, zweiter Stall, bezeichnet 1889 (Inschrifttafel am Stallgiebel): eineinhalbgeschossig, massiv in Bruchstein (Sockel) und Ziegelstein (Wand), Ziegelstein-Rahmung der Öffnungen, einfache Putzgliederung, Satteldach, Ziegelsteintraufe, am Giebel Tafel mit Inschrift: „H.A. 1889“, Scheune in Bruchstein und Fachwerk, Krüppelwalmdach, Fledermausgauben. | 08970102 |
| Weitere Bilder | Wohnhaus und Seitengebäude (mit Kumthalle) eines Dreiseithofes                                 | Wasewitz 31 (Karte)         | um 1890                        | Das Wohnhaus ist ein Putzbau, das Seitengebäude ein Pferdestall mit dreibogiger Kumthalle, als Zeugnis bäuerlicher Bau- und Lebensweise baugeschichtlich und ortsgeschichtlich von Bedeutung. Das zweigeschossige Wohnhaus, ein verputzter Ziegelsteinbau, besitzt ein Satteldach. Der Pferdestall ist eineinhalbgeschossig und massiv aus Bruch- und Ziegelstein mit Satteldach, die Kumthalle mit Sandsteinsäulen, am Giebel mit Fensterverdachungen. | 08972267 |
| Weitere Bilder | Alte Ziegelei, mit Wäschemangel im Anbau                                                       | Wasewitz 33 (bei) (Karte)   | 19. Jh.                        | Ortsgeschichtlich und technikgeschichtlich von Bedeutung. Der Ziegelofen besitzt eine Bruchsteinform mit Rundbogenöffnungen, ein Tonnengewölbe im Anbau mit Wäschemangel aus Holz. | 08972597 |
|                | Wegestein                                                                                      | Wasewitz 38 (neben) (Karte) | 3. Drittel 19. Jh.             | Eine Steinsäule mit Kilometerangaben nach Lossa(3), Thallwitz (1,4), Canitz (1), und Richtungspfeilen, ab 1870, verkehrsgeschichtliche Bedeutung. | 08972264 |

## Zwochau
| Bild | Bezeichnung | Lage                              | Datierung    | Beschreibung | ID       |
| ---- | ----------- | --------------------------------- | ------------ | --- | -------- |
|      | Bergkeller  | Zwochau 1; 1a (gegenüber) (Karte) | Ende 19. Jh. | Der aus Quarzporphyr errichtete Bruchsteinbau ist von ortshistorischer Bedeutung und hat drei Eingänge. Die Öffnungen sind mit Ziegel- und Sandstein gerahmt, im Inneren befindet sich ein Tonnengewölbe. | 08972470 |